# Adam Scharrer

Adam Scharrer, DDR-postzegel 1989

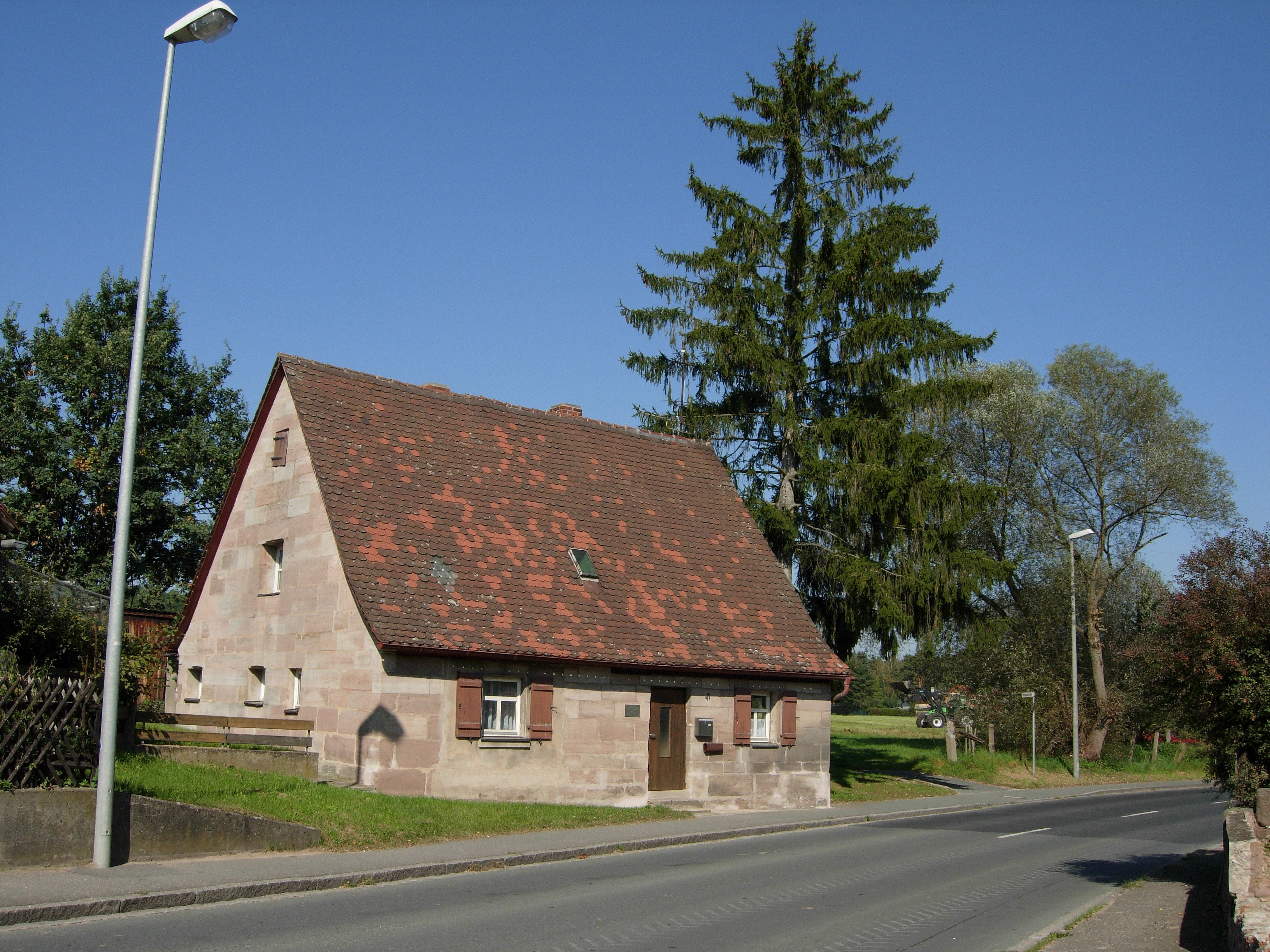
Scharrers geboortehuis in Kleinschwarzenlohe

Adam Scharrer (Kleinschwarzenlohe, 13 juli 1889 – Schwerin, 2 maart 1948) was een Duits schrijver en politiek activist.
Het gezin Scharrer verhuisde rond 1893 naar Speikern, nu een deel van Neunkirchen am Sand, waar zijn vader een baan als dorpsherder kreeg. Kort daarna, in 1894, stierf Scharrers moeder, waarna zijn vader met haar zuster trouwde.
Scharrer bezocht vanaf 1895 de lagere school in Ottensoos; daarnaast moest hij ganzenhoeden. Hij voltooide een stage in Lauf en volgens eigen zeggen was hij tot zijn veertigste als metaalarbeider werkzaam in vele Duitse steden, waaronder Neurenberg, Pirmasens, Stettin, Braunschweig, Hamburg, Dessau, Wandsbek en Kiel. Hij ging ook als werkzoekende naar Oostenrijk, Zwitserland en Italië. In 1915 trouwde hij met Sophie Dorothea Berlin, die in 1923 zou overlijden. Hij probeerde aan de Eerste Wereldoorlog te ontkomen, maar dat mislukte en men stuurde hem in januari 1916 als artillerist naar het Oostfront.
Ondertussen had hij contact gelegd met revolutionaire oorlogstegenstanders, omdat hij teleurgesteld was door de sociaaldemocratische aanvaarding van de oorlogskredieten, wat voor hem een verraad aan de internationale arbeidersbeweging betekende. Tussendoor vond hij werk in de wapenindustrie, eerst in Essen en vervolgens in Berlijn. Zijn politieke overtuiging volgend nam hij aan het einde van de oorlog deel aan de Spartacusbond. Hij was ook bij de staking van de munitiewerknemers in Berlijn betrokken, en sloot zich in 1920 uiteindelijk aan bij de Kommunistische Arbeiterpartei Deutschlands (KAPD), waarin hij een sterke positie innam. Zoals veel andere mensen leerde Scharrer tijdens de crisisjaren van de Weimarrepubliek om te gaan met werkloosheid en veranderde activiteiten.
Zijn eerste verhaal, anoniem gepubliceerd onder de titel Weintrauben, leidde in 1925 tot een proces wegens literair hoogverraad. Zijn politieke betrokkenheid na 30 januari 1933 leidde ertoe dat de nazi's hem zochten en hij gedwongen werd om eerst in Berlijn onder te duiken en later datzelfde jaar naar Tsjecho-Slowakije te emigreren.
Een jaar later werd hij uitgenodigd door de schrijversvereniging van de Sovjet-Unie. Korte tijd verbleef hij in Oekraïne, maar hij keerde al snel terug naar de omgeving van Moskou, waar hij in een schrijverskolonie woonde. Hij leerde in die tijd onder anderen de Beierse schrijver Oskar Maria Graf kennen. Na de Tweede Wereldoorlog trok Scharrer naar Schwerin in het bezette Oost-Duitsland, waar hij tijdelijk werk vond als raadslid van Mecklenburg-Voor-Pommeren. Daar richtte hij met anderen de plaatselijke Kulturbund op, waarvan hij uiteindelijk de leider werd van de literaire sectie. Hij overleed op 58-jarige leeftijd aan de gevolgen van een hartinfarct.

## Positie als schrijver
Veel van zijn realistische werken, die meestal geschreven waren vanuit het perspectief van de lagere sociale klassen, werden in de een jaar na zijn dood gestichte DDR gepubliceerd (de eerste volledige uitgave verscheen bij het Aufbau-Verlag in Oost-Berlijn). Scharrer wordt beschouwd als een van de eerste "arbeidersschrijvers" in Duitsland. Zo wordt zijn werk Vaterlandlose Gesellen gezien als een reactie op het proletarische werk van Remarque Van het westelijk front geen nieuws, een afrekening met systeem van keizer Wilhelm en de door deze begonnen imperialistische oorlog.

Gezien het aantal publicaties van Scharrer in de jaren 1933-1945 buiten Duitsland, schaart men hem onder de schrijvers van exilliteratuur.